# Yaco Fernandes
Yaco Fernandes (1 de janeiro de 1914, Pernambuco ― 29 de maio de 1965, Rio de Janeiro) foi um crítico literário, jornalista, poeta e contista brasileiro. Fernandes também foi magistrado, bacharel em Direito da turma de 1938 da Faculdade de Direito do Ceará e auditor da justiça militar.
Em 1938, foi um dos muitos críticos a elogiar o romance Vidas Secas de Graciliano Ramos (a crítica de Yaco Fernandes foi publicada no A Razão, Fortaleza, 7 mai. 1938).

## Publicações
- Cantigas de Amor e de Amigo
- Notícia do Povo Cearense (póstumo), minucioso estudo da formação do povo cearense, complementando com dados historiográficos, sociológicos ou literários o que fornecem os escritos de Capistrano de Abreu[3]